# Bogusław Gierlach
Bogusław Gierlach (ur. 7 lipca 1930 w Wiśniewie, zm. 2 marca 2007 w Warszawie) – polski historyk i archeolog.

## Życiorys

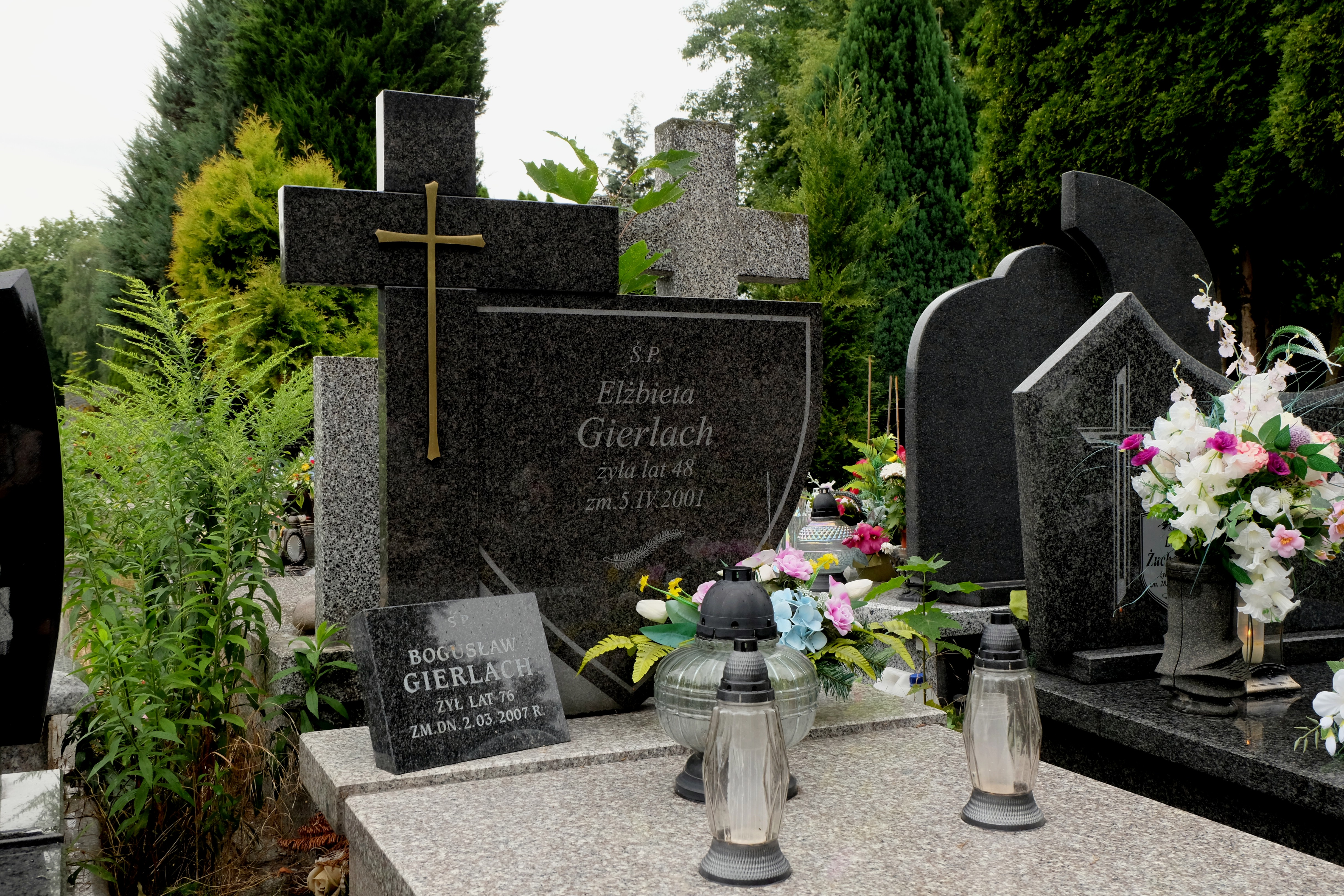
Grób Bogusława Gierlacha na cmentarzu parafialnym w Pruszkowie

Syn Stanisława i Apolonii z Pacheckich. Wychował się w Siedlcach, po ukończeniu szkoły powszechnej w 1943 kontynuował naukę w tajnym gimnazjum, gdzie lekcje powadzili nauczyciele przedwojennego Gimnazjum m. Bolesława Prusa. Po zakończeniu wojny ukończył drugą klasę w Siedlcach, a od sierpnia 1945 razem z rodziną zamieszkał w Gdańsku. W 1947 ukończył gimnazjum ogólnokształcące, a następnie trzyletnie liceum budowlane przy Gdańskich Technicznych Zakładach Naukowych. Po uzyskaniu tytułu technika budowlanego otrzymał nakaz pracy w przedsiębiorstwie budowlanym w Łodzi, równocześnie zdał egzaminy na Wydział Prawa na Uniwersytecie Łódzkim, ale nauki nie rozpoczął. Wrócił do Gdańska, zatrudnił się w firmie budowlanej i rozpoczął studia w Wieczorowej Szkole Inżynierskiej przy Politechnice Gdańskiej, przerwał je otrzymując powołanie do służby wojskowej. Po przejściu do rezerwy drugi raz rozpoczął studia inżynierskie, przerwał je na drugim roku korzystając ze zmiany przepisów, które mówiły, że po ukończeniu szkoły średniej możliwe są studia tylko o tym samym profilu. W 1956 rozpoczął studia na kierunku Archeologia Pradziejowa i Wczesnośredniowieczna Uniwersytetu Warszawskiego, na trzecim roku studiów samodzielnie prowadził badania wykopaliskowe na Górze Zamkowej i terenie zespołu osadniczego w Wyszogrodzie. Uczestniczył również w badaniach prowadzonych w Szwajcarii, Wiślicy i na Polach Grunwaldzkich. Jesienią 1960 ukończył studia uzyskując stopień magistra, w grudniu tego samego roku z polecenia prof. Zdzisława Rajewskiego został zatrudniony na stanowisku konserwatora archeologicznego dla m.st. Warszawy w Urzędzie Konserwatorskim. Od wiosny 1961 prowadził badania powierzchniowe na terenie Starego i Nowego Miasta, a szczególnie na terenie Gnojnej Góry. W kolejnych latach badał teren Ogrodu Botanicznego, Jazdowa wraz z otoczeniem zamku. W 1961 i 1962 prowadził rozległe badania wykopaliskowego za terenie grodziska wczesnośredniowiecznego na Starym Bródnie, stanowiły one uzupełnienie prac prowadzonych przez dr. Krystynę Musianowicz. W 1966 zainicjował powstanie periodyku Warszawskie Materiały Archeologiczne, w 1970 obronił na Uniwersytecie Wrocławskim pracę doktorską Kowalstwo Mazowieckie. Od 1966 zasiadał Komisji Historii Starożytnej i Średniowiecznej Mazowsza przy Mazowieckim Ośrodku Badań Naukowych, po śmierci dr. Jerzego Antoniewicza w październiku 1970 został sekretarzem Komisji i pełnił tę funkcję do 1977. Równocześnie kierował pracami prowadzonymi na obszarze ośrodka kultu w Wyszogrodzie, zamku w Ciechanowie, zamku w Pułtusku i grodziska w Płońsku. Od lutego 1976 wykładał religioznawstwo na Wydziale Pedagogicznym Wyższej Szkoły Pedagogicznej w Siedlcach, w 1977 złożył rezygnację z kierowania Mazowieckim Ośrodkiem Badań Naukowych i poświęcił się całkowicie pracy na uczelni, gdzie powierzono mu kierowanie utworzoną Pracownią Religioznawstwa. Równocześnie prowadził badania archeologiczne w Siedlcach, Krośnie i Wólce koło Krosna, a także w Krzemionkach i Modle koło Ciechanowa. Pełnił funkcję sekretarza redakcji Rocznika Mazowieckiego. W latach 1985–1988 odbył staż na Moskiewskim Uniwersytecie Państwowym im. M.W. Łomonosowa, obronił tam pracę habilitacyjną Chrystianizacja Rusi i Polski. Podobieństwa i różnice. W 1988 został dziekanem Wydziału Pedagogiki i Kultury, w następnym roku nostryfikował habilitację, a w 1991 przeszedł na emeryturę. Powrócił wówczas do MOBN, gdzie został wybrany na zastępcę przewodniczącego Rady Naukowej. W 1992 zainicjował powstanie przy Wyższej Szkole Pedagogicznej w Kielcach zaocznych studiów pedagogicznych II stopnia. W tym samym roku założył w Pruszkowie Niepubliczne Liceum Ogólnokształcące nr. 28, współorganizował powstanie Wyższej Szkoły Humanistyczno-Pedagogicznej w Łowiczu, gdzie przez pewien czas był prorektorem.
Pochowany na cmentarzu w Pruszkowie.

## Dorobek literacki
- Kowalstwo mazowieckie (1972)
- Studia nad archeologią średniowiecznego Mazowsza (1975)
- Stanowiska archeologiczne województwa ciechanowskiego (1977)
- Wierzenia i kult na Mazowszu Wschodnim i Podlasiu (1977)
- Kultura na Mazowszu od pradziejów po średniowiecze (1978)
- Sanktuaria słowiańskie (1980)
- Świt Mazowsza (1984)
- Początki chrześcijaństwa w Polsce (1988)
- Tak powstały Siedlce (2001)

## Odznaczenia
- Złoty Krzyż Zasługi
- Medal 40 lecia PRL